# Soleichthys maculosus
Soleichthys maculosus (лат.) — вид морских лучепёрых рыб из семейства солеевых. Распространены у северного побережья Австралии на глубине 37—63 м.
Максимальная длина тела составляет 9,5 см. Глазная сторона тела тёмного цвета с белыми точками и пятнами, но без полос. Передняя ноздря на глазной стороне тела с длинной трубкой, окончание которой заходит за середину нижнего глаза. Питается моллюсками.
Видовое название дано из-за белых пятен, образующих характерный для этого вида рисунок: лат. maculosus — пятнистый.